# Marco Herennio Fausto
Marco Herennio Fausto Tiberio Julio Clemente Tadio Flaco (en latín: Marcus Herennius Faustus Tiberius Iulius Clemens Tadius Flaccus) fue un senador romano que vivió a finales del siglo I y principios del siglo II, y desarrolló su cursus honorum bajo los reinados de Trajano, y Adriano. Fue cónsul sufecto en el año 121 junto a Quinto Pomponio Rufo Marcelo.

## Carrera política
Suponiendo que una inscripción encontrada en los colosos de Memnón en Luxor se refiere a este Fausto, su cursus honorum sería el siguiente: Comenzó su carrera como uno de los decemviri stlitibus judicandis, uno de los cuatro cargos que formaban el vigintivirato; la membresía en una de estas cuatro magistraturas era un primer paso preliminar hacia la entrada en el Senado romano. Seguido a esto ejerció como sevir equitum Romanorum, o encargado de realizar la revisión anual de los equites. Fausto recibió entonces un mandato como tribuno militar con la Legio III Augusta, estacionada en Theveste, Numidia (actual Tébessa). Regresó a Roma donde fue elegido cuestor, y una vez completada esta magistratura republicana tradicional sería inscripto en el Senado. Siguieron dos más de las magistraturas republicanas tradicionales: tribuno de la plebe y pretor.
Al dejar el cargo de pretor, Fausto recibió otro cargo militar, esta vez como legatus o comandante de la Legio XIII Gemina, estacionada en Apulum en la provincia imperial de Dacia; Werner Eck fecha su mandato como comandante de esta legión entre los años 106 y 119. Dos inscripciones, una de ellas en un altar dedicado al dios Mercurio, confirman independientemente a Fausto como comandante de esta legión. Luego de esto fue nombrado cónsul sufecto en el año 121.
La práctica normal era también asignar una provincia a un senador de rango pretoriano para que gobernara durante unos tres años, pero gran parte del resto de la inscripción sobre los colosos de Memnón se ha perdido, por lo que no se sabe si ese fue también el caso de Fausto. Debido a que los oficios sacerdotales aparecen al principio de la lista de sus cargos, sabemos que Fausto fue incorporado al colegio de los Septemviri epulonum, uno de los cuatro antiguos sacerdocios romanos más prestigiosos, así como también al de los sodales Augustales.
El resto de su vida es una incógnita excepto por un evento: una inscripción del texto en Luxor atestigua que había sido miembro del séquito de Adriano que visitó Egipto en 128. Al parecer Fausto en persona mandó a tallar esta inscripción. Sin embargo, no hay ninguna razón para no creer que haya sido tallada por uno de sus parientes o amigos después de su muerte por razones desconocidas.

## Familia
La información sobre su familia es incierta. Una lápida hallada en Roma conmemora a Marco Fabio Fausto, hijo de Marco Herennio Fausto y Fabia Felicia; pero no se sabe exactamente si el Herennio Fausto mencionado en esta inscripción puede ser la misma persona que el cónsul.